# Ludwig Schwamb
Ludwig Schwamb (né le 30 juillet 1890 à Undenheim, mort le 23 janvier 1945 à Berlin) est un homme politique allemand, résistant au nazisme.

## Biographie
Ludwig Schwamb vient d'une famille paysanne de la Hesse rhénane. Après l'abitur à Mayence, il étudie le droit à l'université de Giessen. Après une courte activité d'avocat, il entame une carrière dans les services administratifs. En 1921, il s'occupe des finances de la ville d'Alzey puis en 1925 travaille pour la ville d'Oppenheim.
Lorsque Wilhelm Leuschner devient ministre de l'Intérieur de l'État populaire de Hesse, Schwamb est alors son référent à Darmstadt. Il travaille étroitement auprès de l'attaché de presse de Leuschner, Carlo Mierendorff, et monte dans la hiérarchie du ministère et de l'État de Thuringe.
En 1933, les nazis licencient Ludwig Schwamb et le placent sous surveillance de la police. Il tente en vain d'établir un cabinet d'avocats à Mayence puis va à Berlin pour être le syndic de l'usine de chaussures Tack.
Après que Leuschner, Mierendorff et d'autres leaders sociaux-démocrates sont libérés des camps de concentration et de la surveillance policière, l'appartement de Schwamb est un point de rencontre de la résistance. On y croise Julius Leber, Emil Henk, Theodor Haubach ou Jakob Steffan.
Comme Leuschner et Mierendorff, Schwamb intègre le Cercle de Kreisau. Lorsque Wilhelm Leuschner est désigné vice-chancelier dans le cabinet fantôme qui doit se mettre en place après le complot du 20 juillet 1944, Ludwig Schwamb doit en tant que commissaire politique du Wehrkreis XII coordonner les mouvements de la résistance. Il contacte les syndicats socialistes pour voir si une grève générale peut se mettre en place. De même, il doit installer un dialogue avec toutes les forces armées de la résistance de la Hasse et de la Rhénanie-Palatinat.
Ludwig Schwamb est arrêté trois jours après la tentative d'assassinat du 20 juillet 1944 à Francfort. Détenu à la prison de Plötzensee, le Volksgerichtshof présidé par Roland Freisler le condamne le 13 janvier 1945 à la peine de mort, il est pendu dans la prison dix jours plus tard.